# 16 Horsepower
16 Horsepower – amerykański zespół muzyczny grający muzykę alternatywną założony w 1992 roku w Los Angeles. Teksty do tworzonych przez zespół utworów często miały wyraźnie chrześcijańską wymowę. W skład grupy wchodzili: David Eugene Edwards, Jean-Yves Tola i Pascal Humbert. Po wydaniu siedmiu albumów grupa rozpadła się w 2005 roku, podając duchowe i polityczne różnice między członkami zespołu za przyczynę.

## Skład
- David Eugene Edwards
- Pascal Humbert
- Jean-Yves Tola

Inni członkowie (odeszli z zespołu przed 2005 rokiem):
- Jeffrey-Paul Norlander
- Rob Redick
- Keven Soll
- Bob Ferbrache
- Steve Taylor

## Dyskografia
Albumy
- 1995 16 Horsepower EP
- 1996 Sackcloth 'n' Ashes
- 1997 Low Estate
- 2000 Secret South
- 2000 Hoarse
- 2002 Folklore
- 2003 Olden

Single
- 1994 Shametown
- 1996 Black Soul Choir
- 1996 Haw
- 1997 For Heaven's Sake
- 1997 Coal Black Horses
- 1998 The Partisan
- 2000 Clogger
- 2001 Splinters

## Wideografia
- 1995 Black Soul Choir and Haw
- 2005 16HP DVD
- 2006 Live DVD